# Ballito
Ballito ist ein Ferienort in KwaZulu-Natal, Südafrika. Der Ort liegt ungefähr 40 Kilometer nördlich von Durban. 2011 hatte er 19.234 Einwohner. Da in der Küstenregion um Ballito regelmäßig Delfine gesichtet werden, ist dieser Bereich der Nordküste KwaZulu-Natals auch als Dolphin Coast („Delfinküste“) bekannt. Das Wort Ballito kommt aus dem Italienischen und bedeutet „kleiner Ball“.
Die Stadt wurde 1954 als private Siedlung von der Glen Anil Development Corporation gegründet. Zuvor gehörte das Gebiet zu einer Zuckerrohrfarm. 1954 veröffentlichte der Sunday Tribune eine Anzeige für Ballito Bay, um potenzielle Investoren mit niedrigen Preisen an die Nordküste zu locken. Bereits 1964 wurde die Gebietsaufteilung für Wohnhäuser, Hotels und Campingplätze in den Stadtplan für die Siedlung Compensation Beach übernommen. Das Gebiet erstreckte sich vom Willard Beach bis zur Clark Bay, Salmon Bay und Port Zimbali. Eine Prospekt mit ersten Bildern von Ballito für ein Marketing wurde herausgegeben. Mit dem Slogan „Buy, Build & Play at Ballito Bay, The Caribbean of the North Coast – Natal“ (deutsch etwa „Kaufe, baue und spiele in der Bucht von Ballito, der Karibik der Nordküste in Natal“) erhoffte man sich Urlauber anzulocken, die in der Gegend investieren sollten.
In Ballito gibt es drei große neue Einkaufszentren: das Lifestyle Centre, das Juncion und das Ballito Bay Mall.
Ballito, Salt Rock und Shaka’s Rock sind Urlaubsziele für Touristen auf dem Weg nach Zululand und die Battlefields, den Schauplätzen der Burenkriege. Für die Besucher gibt es Hotels und Ferienwohnungen, Strände zum Schwimmen (Willard Beach) und zum Surfen (Boulder Beach). Entlang des Strands gibt es eine 2,5 Kilometer lange Promenade.